# Tringa Smajli
Tringa Smajl Martini Ivezaj, känd utanför Albanien som Yanitza, född 1870 i Gruda i Osmanska riket, död 2 november 1917 i Gruda i Kungariket Montenegro, var en albansk frihetsledare. Hon är känd för att ha segrat över de osmanska styrkorna i slaget om Vranje 1911.[källa behövs]
Tringa Smajli tillhörde Grudastammen. Hon var dotter till Smajl Martini, flagbärare av Gruda. Hon tillhörde Ivezaj klanen som hävdar att de är ättlingar till Iveza, son till en viss Vuksan Gjela som sägs ha kommit från Suma nära Shkodra i 1550-talet.

## Arv

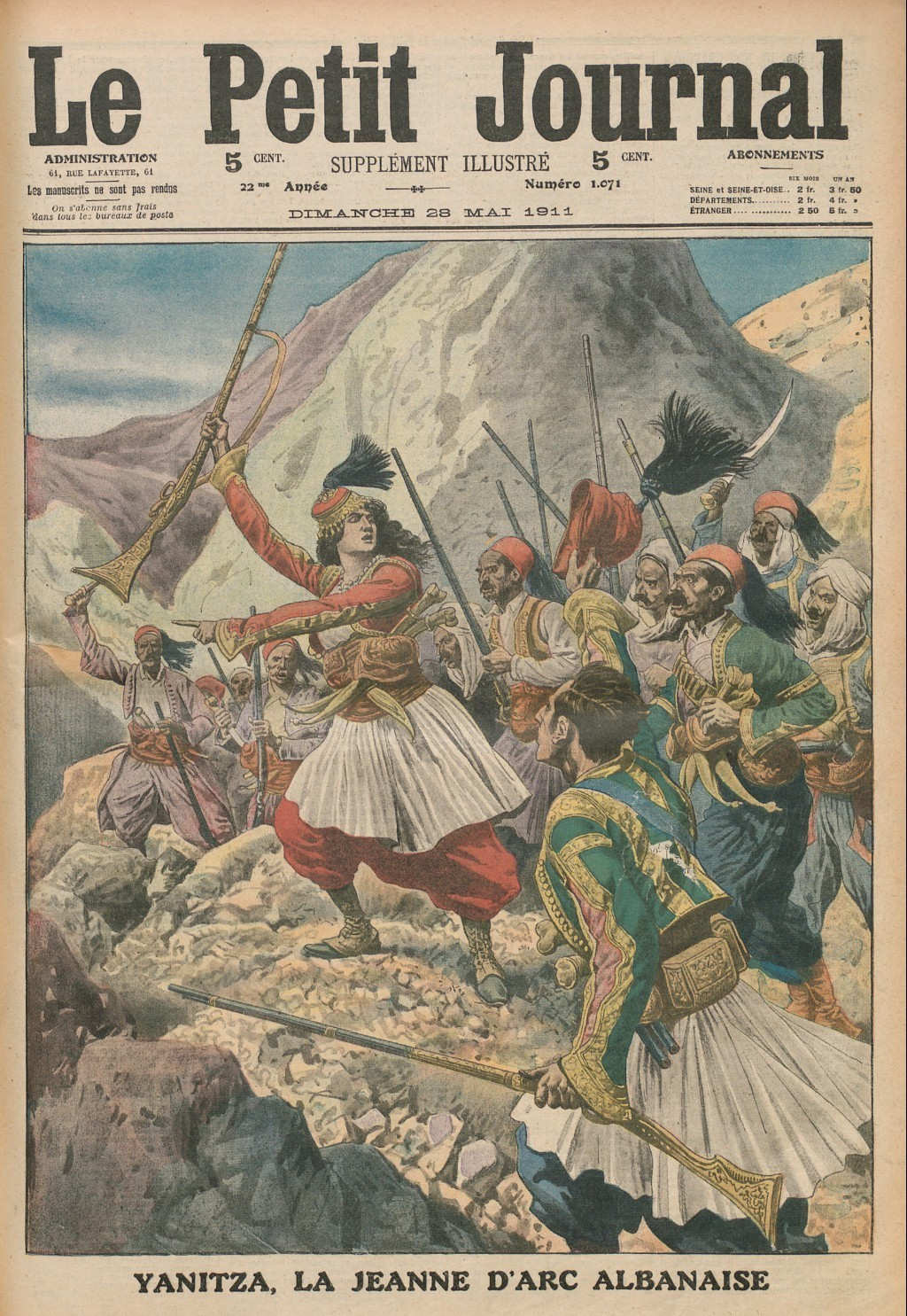
Tringa i en fransk tidning.

Hennes heroism gjorde henne berömd hos både albaner och montenegriner. 1911 beskrev New York Times henne som den albanska Jeanne d'Arc.